# 硫化汞
硫化汞是硫和汞的化合物，化學式為HgS，不溶於水，但可溶于王水，反应方程式如下：
{\displaystyle \mathrm {3HgS} +\mathrm {12HCl} +\mathrm {2HNO_{3}} \to \mathrm {3H_{2}} \left[\mathrm {HgCl_{4}} \right]+\mathrm {3S} +\mathrm {2NO} +\mathrm {4{H_{2}}O} }
HgS是雙象（dimorphic）晶體，如下：
- 紅色的硃砂（α-HgS），其結構為自然存在的汞最普遍的形態。
- 黑色的黑辰砂（β-HgS），在自然中不常見且為闪锌矿（立方ZnS）形晶體結構（閃鋅礦晶体结构）。

紅色結晶，α-HgS具旋光性。這是因為Hg-S在結構中是螺旋狀排列。
300°K，能隙2.1eV下，α-HgS為直接半導體。
硫化汞是无机汞化合物中，挥发性最小的。

## 製備
將H2S通入汞（II）鹽溶液中，會產生黑色的β-HgS粉末沉澱。β-HgS是活性低的濃縮酸。硃砂礦石在空氣中加熱並將蒸氣冷凝，可以製備金屬汞。

## 使用

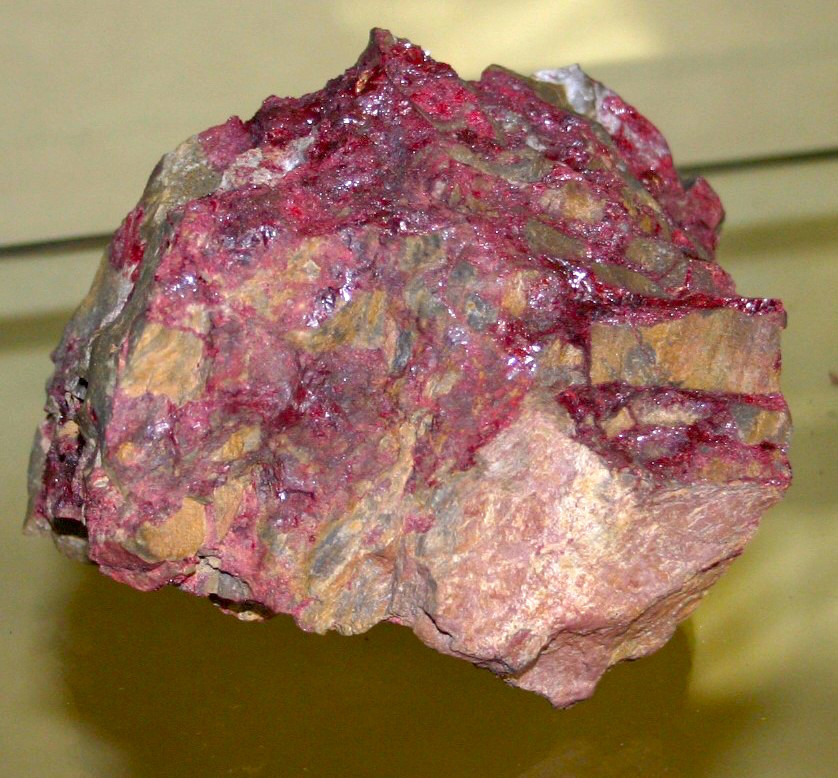
辰砂矿石，可用作红色颜料

α-HgS在被發現時已被用作朱紅色的顏料。目前已知辰砂變暗紅色是因為從紅色的α-HgS轉變成黑色的β-HgS。Pompeii的紅牆（red walls）在出土時是黑色的，是因為已經形成汞氯化合物（例如氯硫汞礦、甘汞、黃氯汞礦）、硫酸鈣和石膏，而並沒有檢測出β-HgS。

## 煉金術
在煉丹術中，被稱為完美的硫，象徵硫（靈魂）、汞（心靈）與煉金的崇高純潔的目標的緊密結合。

## 外部連結
- （英文）National Pollutant Inventory - Mercury and compounds Fact Sheet
- （英文）small article about HgS alchemical history